# Loser (chanson de Beck)
Pour les articles homonymes, voir Loser.
Singles de Beck
MTV Makes Me Want to Smoke Crack
(1993) Pay No Mind (Snoozer)
(1994)
Clip vidéo
[vidéo] « Loser », sur YouTube
Loser est une chanson de l'auteur-compositeur-interprète américain Beck.
La chanson est enregistrée dans le home studio du producteur de musique Karl Stephenson en 1991, et sort en single vinyle de 12" sur le label indépendant Bong Load Records en 1993. Elle s'avère populaire sur certaines stations de radio, ce qui mène à la signature d'un contrat entre Beck et le label majeur Geffen Records. Rééditée et distribuée par Geffen, la chanson atteint la 10e place du Hot 100 du magazine musical américain Billboard, passant en tout 24 semaines dans le chart, débutant à la 75e place dans la semaine du 29 janvier et atteignant la 10e place dans la semaine du 30 avril 1994.
La chanson est aussi incluse dans le premier album officiel de Beck, Mellow Gold, qui sort en mars 1994.
En 2004, Rolling Stone classe cette chanson, dans la version originale de Beck, au 200e rang sur la liste des « 500 plus grandes chansons de tous les temps ». En 2010, le magazine américain met à jour sa liste, où la chanson est 203e. Elle est également sélectionnée par le Rock and Roll Hall of Fame, en 1995, comme l'une de « 500 chansons qui ont façonné le rock 'n' roll ».

## Composition
La chanson a été écrite par Beck Hansen (Beck) lui-même. L'enregistrement de Beck a été produit par Karl Stephenson.